# Консоласан (кладбище)

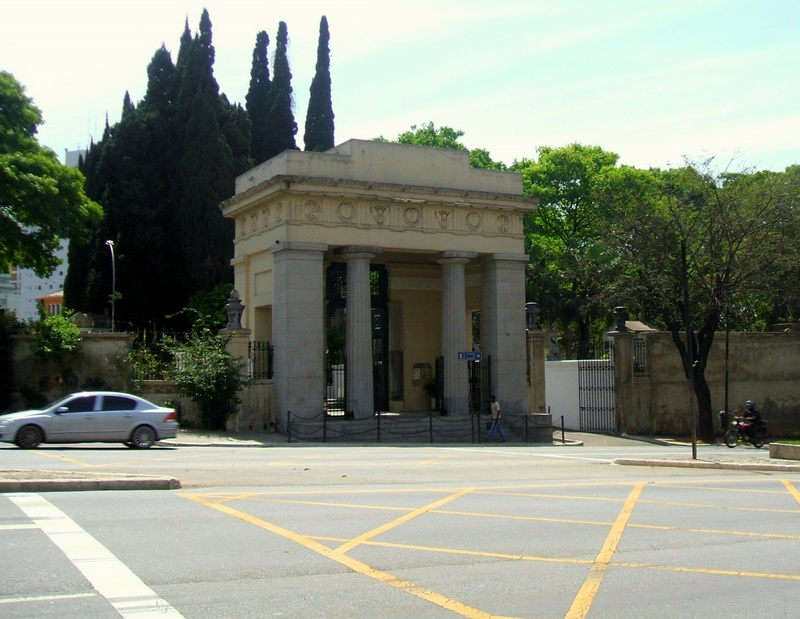
Главный вход на кладбище

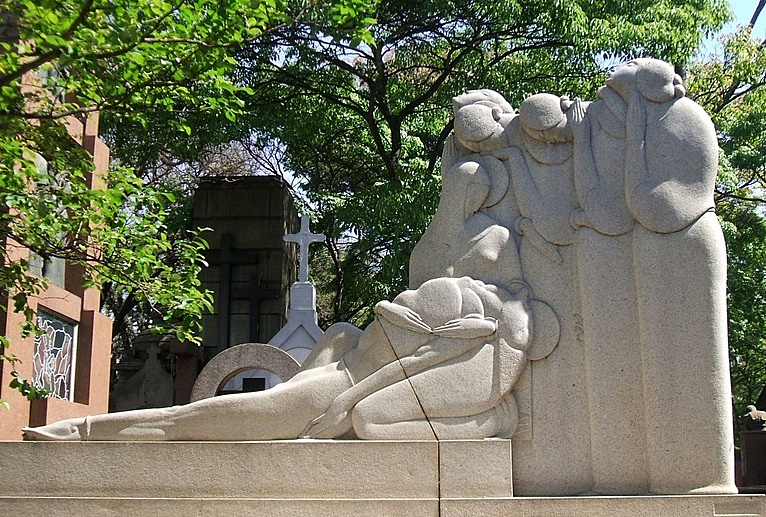
Памятник работы В. Бречета

Кладбище Консоласан (порт. Cemitério da Consolação) — городской некрополь, расположен в субпрефектуре Се округа Консоласан в центральной части бразильского города Сан-Паулу.
Ныне площадь кладбища составляет — 76 340 м². Является одним из 22 общественных кладбищ Сан-Паулу.
Один из основных объектов погребального искусства Бразилии. На кладбище размещены более 300 скульптур и выдающихся работ известных художников и скульпторов.
По данным Муниципальной похоронной службы Сан-Паулу ныне 1 м² на кладбище стоит $ 3173,78.

## История
Основано 15 августа 1858 года, как первое публичное кладбище Сан-Паулу. Вначале было общим кладбищем, но со временем превратилось в элитный некрополь. С конца XIX века богатые жители Сан-Паулу начали строить здесь роскошные гробницы, украшенные дорогими скульптурами.
На кладбище похоронены многое знаменитые персона, оставившие свой вклад в истории Бразилии.

## Известные люди, похороненные на кладбище
- Амарал, Тарсила ду, художница.

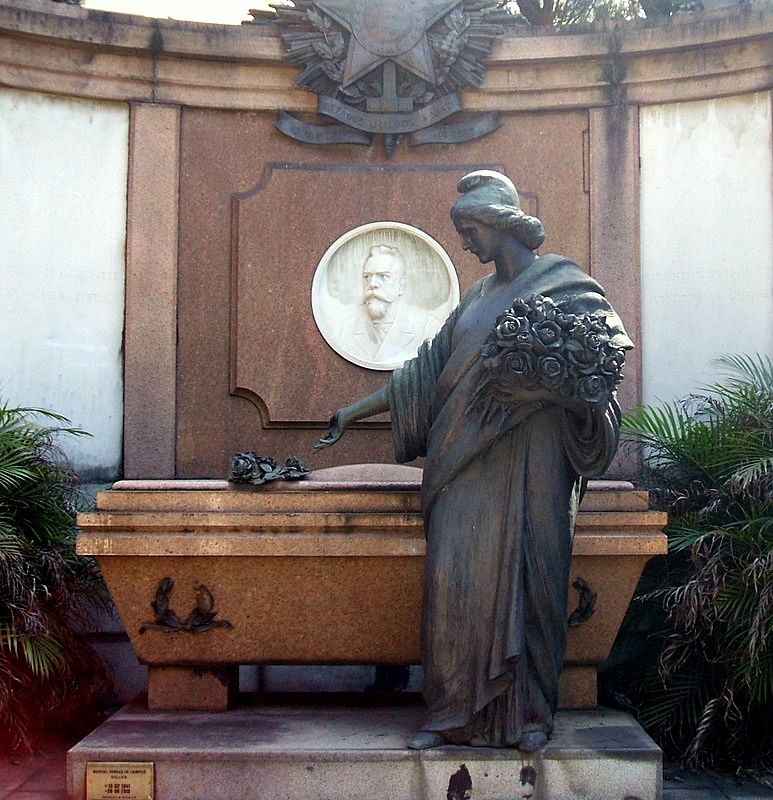
Памятник на могиле президента Бразилии М. Кампус Салиса

- Андради, Мариу де, поэт, писатель.
- Андраде, Освалд де, поэт, прозаик, драматург.
- Кампус Салис, Мануэл Феррас ди, президент Бразилии (1898—1902).
- Кастро, Домитила де, фаворитка бразильского императора Педру I.
- Плинио Корреа де Оливейра, писатель.
- Леви, Алешандре, композитор.
- Монтейру Лобату, писатель.
- Матараццо, Франческо Антонио, предприниматель, миллиардер.
- Новаэс, Гиомар, пианистка.
- Перейра ди Соза, Вашингтон Луис, президент Бразилии (1926—1930).
- Рудже, Антониэтта, пианистка.
- Фалко, Рубенс ди, актёр.